# Cordillère Nombre de Dios
La cordillère Nombre de Dios est une chaîne de montagne du Honduras située dans les départements d'Atlántida et de Yoro. Son point culminant est le Pico Bonito qui culmine à 2 436 m d'altitude.
Le parc national du Pico Bonito est situé dans cette cordillère.
Cordillère Nombre de Dios, sierra del Espíritu Santo et sierra de Omoa forment la cordillère del Norte.